# Bowery (metropolitana di New York)
Bowery è una fermata della metropolitana di New York situata sulla linea BMT Nassau Street. Nel 2019 è stata utilizzata da 1 325 244 passeggeri. È servita dalla linea J sempre e dalla linea Z solo nell'ora di punta del mattino in direzione Manhattan e nell'ora di punta del pomeriggio in direzione Queens.

## Storia
La stazione fu aperta il 4 agosto 1913.

## Strutture e impianti
La stazione è sotterranea, ha due banchine ad isola e tre binari. La banchina meridionale e il binario più a sud non vengono usati dal 2004, anno in cui venne rimosso anche il quarto binario. È posta al di sotto di Delancey Street e Kenmare Street e il mezzanino è dotato di due scale che portano all'incrocio con Bowery.

## Interscambi
La stazione è servita da alcune autolinee gestite da NYCT Bus.
- Fermata autobus